# Margaret de Braose
Margaret de Braose, Signora di Trim (1177 – post 1255), figlia di Matilde de Braose, che venne imprigionata e lasciata morire di inedia per ordine di re Giovanni d'Inghilterra e di Guglielmo de Braose, IV signore di Bramber.
Margaret de Braose nacque nel 1177 secondogenita di Matilde de Braose e di Guglielmo de Braose, IV signore di Bramber. Suo padre era un potente signore delle Marche, mentre sua madre era una donna capace e dal forte carattere, che fu anche in grado di difendere il proprio castello per tre settimane quando i gallesi nel 1198 attaccarono uno dei loro manieri.
Nel novembre del 1200 Margaret sposò Walter de Lacy, figlio di Hugh de Lacy, signore di Meath. Il matrimonio venne deciso per ragioni prettamente pratiche, poiché entrambe le famiglie avevano proprietà nelle Marche gallesi e in Irlanda quest'unione poteva far sì che venissero meglio protetti i reciproci interessi.
Insieme al marito Margaret ebbe sei figli, ma solo di tre venne registrato il nome:
- Pernel de Lacy (1201 - dopo il 25 novembre 1288)
- Gilbert de Lacy (1202 - 25 dicembre 1230), sposò Isabella Bigod
- Egidia de Lacy (1205 - ...)

Nel 1208 sua madre, Matilde de Braose, offese il re Giovanni d'Inghilterra con parole inopportune: venne assediata nel suo castello in Galles e fu costretta a riparare dalla figlia in Irlanda con il figlio Walter. Dopo due anni, sul punto di essere nuovamente attaccata dalle forze del re, Matilde ed il figlio cercarono di scappare in Scozia, ma vennero catturati prima di partire e il re li fece imprigionare e li condannò a morire di fame dopo averli fatti murare nei sotterranei di un castello. Per aver aiutato la madre, Margaret ed il marito si videro requisire le proprie terre dalla corona fino al 1215, quando Walter de Lacy venne anche nominato sceriffo dell'Hereford.
Per commemorare la madre ed il fratello uccisi Margaret ottenne il permesso di creare un convento nell'Herefordshire: la costruzione venne iniziata nel 1216, poco prima della morte del re Giovanni. Il convento, che prese il nome di "Ospedale di San Giovanni", venne dato agli Ospitalieri, ma in seguito Margaret cercò di sottrarlo al loro controllo ed ingaggiò con l'ordine una lunga disputa che alla fine andò fu portata dinanzi al papa.
Margaret morì in una data imprecisata dopo il 1255 e venne sepolta nell'Herefordshire.
| Controllo di autorità | VIAF (EN) 296195033 · CERL cnp02070203 · GND (DE) 1032089857 |